# Арещенко Олександр Валентинович
Олександр Валентинович Арещенко (нар. 15 червня 1986, Луганськ) — український шахіст, міжнародний гросмейстер (2002).
Його рейтинг станом на січень 2025 року — 2606 (154-те місце у світі, 8-ме в Україні).

## Кар'єра
Чемпіон світу серед юніорів до 14 років.
Чемпіон України 2005 року (переміг у фіналі Захара Єфименка з рахунком 3,5 на 2,5 очка.)

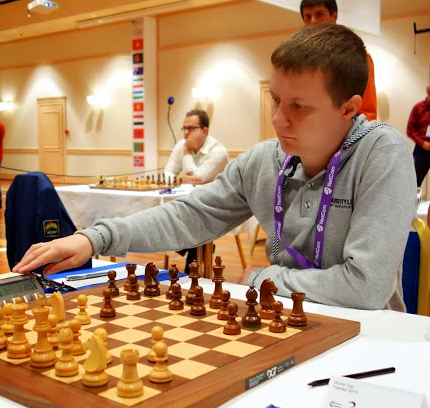
Олександр Арещенко на кубку світу ФІДЕ 2013 року

В березні 2005 року Арещенко переміг на міжнародному турнірі в англійському місті Ковентрі набравши 7,5 з 9 очок.
На кубку світу ФІДЕ 2005 року, що проходив в Ханти-Мансійську, поступився у третьому раунді Левону Ароняну
Віцечемпіон України 2012 року.

### 2013—2014
У 2012 році Олександр Арещенко, з результатом 7,5 з 9 очок (+6-0=3), переміг на турнірі Меморіал Чігоріна, що проходив в Санкт-Петербурзі.
У серпні 2013 року на кубку світу ФІДЕ, що проходив в Тромсе, поступився в третьому раунді Володимиру Крамнику.
На командному чемпіонаті Європи, що проходив у листопаді у Варшаві, Олександр, набравши 3½ очок з 8 можливих (+2=3-3), показав лише 21-й результат на першій дошці (турнірний перфоменс склав 2643 очка). У підсумку збірна України посіла 9 місце серед 38 країн.
У березні 2014 року Арещенко посівши 17 місце на чемпіонаті Європи з результатом 8 очок з 11 можливих (+6-1=4), зумів кваліфікуватися на кубок світу ФІДЕ, що пройде в 2015 році.
У вересні 2014 року набравши 6 очок з 9 можливих (+4-1=4), Олександр посів 6 місце на турнірі «Baku Open 2014».
У листопаді 2014 року посів 6-е місце на чемпіонаті України, що проходив у Львові. Результат Арещенка — 6 очок з 11 можливих (+3-2=6).
У грудні 2014 року з результатом 6½ очок з 9 можливих (+5-1=3) посів 6 місце на опен-турнірі, що проходив в Ель-Айр (ОАЕ)

### 2015
У лютому-березні 2015 року Арещенко посів лише 47 місце на турнірі «Cappelle-la-Grande 2015». Його результат 6 очок з 9 можливих (+4-1=4).
У червні 2015 року з результатом 6½ очок з 9 можливих (+4-0=5) розділив 4 — 7 місця на турнірі «Меморіал Карена Асряна», що проходив у м. Джермук
У липні 2015 року Олександр Арещенко став переможцем «2-го Портиччо опен», що проходив у Франції. Набравши 7½ очок 9 можливих (+7-1=1), він за додатковими показниками випередив чеха Віктора Лазнічку. Позаду також залишились господарі турніру, відомі французькі гросмейстери Лоран Фрессіне та Етьєн Бакро.
У серпні 2015 року набравши 7 очок з 9 можливих (+5-0=4) розділив 1-5 місця (за додатковим показником 4 місце) на турнірі, що проходив в Абу-Дабі.
У вересні 2015 року на кубку світу ФІДЕ дійшов до 1/16 фіналу, де поступився 16-річному китайському шахісту Вей І з рахунком ½ на 1½ очка. При цьому у другому колі зумів вибити з турніру Левона Ароняна, якого переміг на тай-брейку з рахунком 3-1.
У листопаді 2015 року у складі збірної України Арещенко посів 5 місце на командному чемпіонаті Європи, що проходив у Рейк'явіку. Результат Олександра на резервній шахівниця — 3½ з 7 очок..
У грудні 2015 року з результатом 6 очок з 11 можливих (+2-1=8) посів 6-е місце на чемпіонаті України, що проходив у Львові. А також, посів 6 місце на опен-турнірі «Al-Ain Classic», що проходив в Ель-Айні (ОАЕ), його результат 6½ з 9 очок (+4-0=5).

### 2016
У травні 2016 року з результатом 6½ очок з 11 можливих (+2-0=9) посів лише 69 місце на чемпіонаті Європи, що проходив у місті Джяковіца (Косово).
У червні 2016 року з 7 очками з 9 (+5-0=4) Арещенко посів перше місце (за додатковим показником) на «3-му Портіччо опен» (Франція).
У серпні 2016 року з результатом 6 очок з 9 можливих (+4-1=4) розділив 4-9 місця на турнірі на 23-му опен-турнірі «Abu Dhabi Int. Chess Festival Masters Tournament», що проходив в Абу-Дабі.
У листопаді 2016 року Олександр з 7½ очками (+6-0=3) виборов перше місце на 20-му міжнародному турнірі, що проходив у Бад-Вісзе (Німеччина), в якому взяло участь 475 шахістів. Стільки ж очок набрали ще 6 шахістів та за додатковими показниками вони, відповідно, посіли місця з другого по сьоме.
У грудні 2016 року, набравши 6½ очок з 11 можливих (+3-1=7), Арещенко посів 4 місце на 85-му чемпіонаті України, що проходив у Рівному.

### 2017
У червні 2017 року з результатом 8 з 11 очок (+5-0=6) Арещенко розділив 4—14 місця (11-те місце за додатковим показником) на індивідуальному чемпіонаті Європи з шахів, що проходив у Мінську.
Наприкінці червня 2017 року зі збірною України посів 6-те місце на командному чемпіонаті світу, що проходив у Ханти-Мансійську. Набравши 3 очка з 7 можливих (+0=6-1), Олександр показав 6-й результат серед шахістів які виступали на третій шахівниці.

### 2018—2019
У період 2018—2019 рр. Олександр Арещенко не брав участь у індивідуальних турнірах, зігравши близько 20 партій у клубних чемпіонатах Німеччини та Угорщини.

## Результати виступів у чемпіонатах України
Олександр Арещенко зіграв у 13-ти фінальних турнірах чемпіонатів України, набравши загалом 68½ очок зі 117 можливих (+39-19=59).

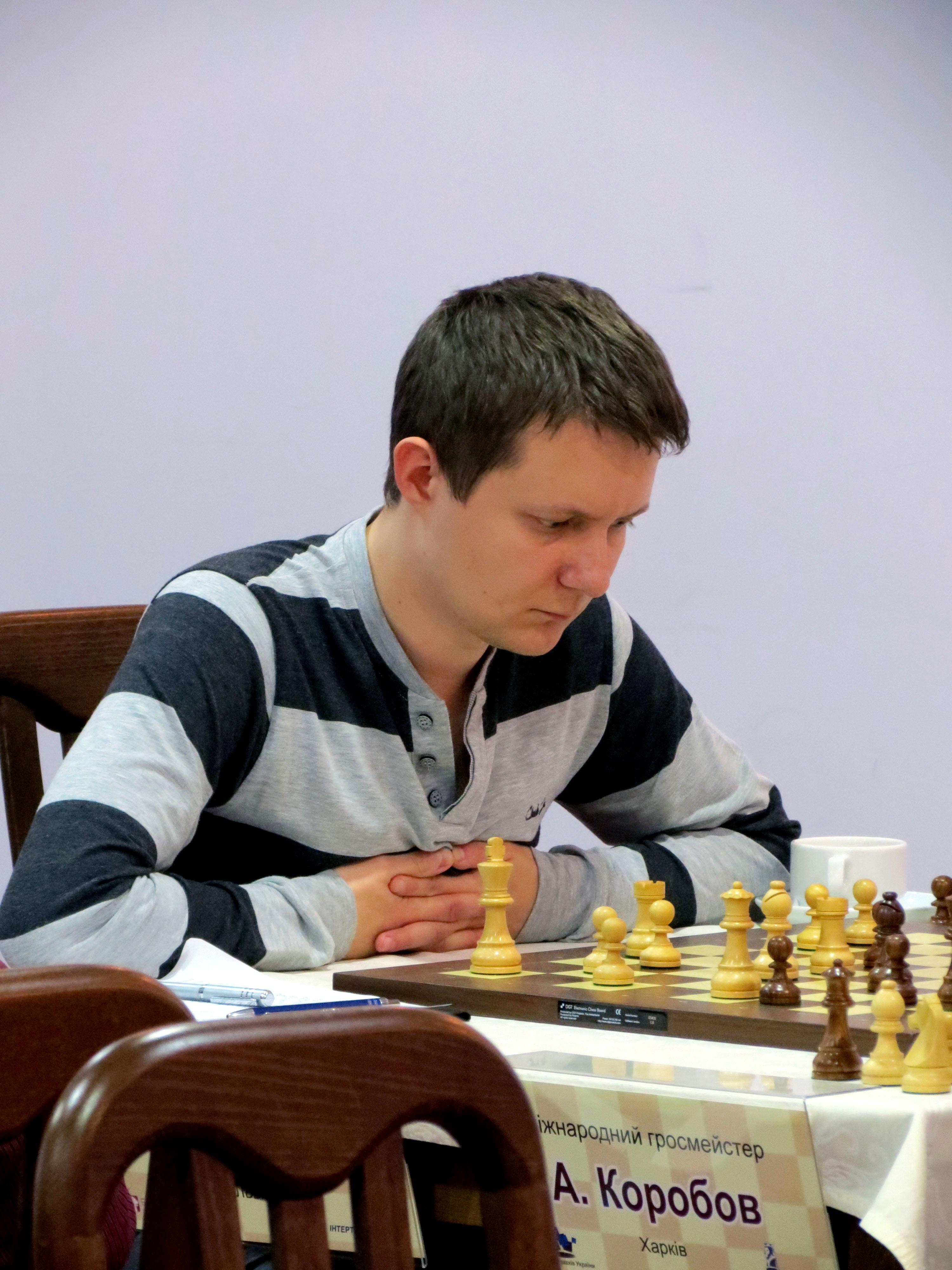
О.Арещенко — учасник 83-го чемпіонату України

| Рік  | Місто       | Турнір                 | + | − | = | Результат | Місце  |
| ---- | ----------- | ---------------------- | - | - | - | --------- | ------ |
| 2000 | Севастополь | 69-й чемпіонат України | 0 | 1 | 1 | ½ з 2     |        |
| 2001 | Покров      | 70-й чемпіонат України | 3 | 3 | 3 | 4½ з 9    | 14-17  |
| 2002 | Алушта      | 71-й чемпіонат України | 5 | 0 | 4 | 7 з 9     | Bronze |
| 2003 | Сімферополь | 72-й чемпіонат України | 3 | 1 | 5 | 5½ з 9    | 16     |
| 2004 | Харків      | 73-й чемпіонат України | 2 | 2 | 2 | 3 з 6     | 1/4    |
| 2005 | Рівне       | 74-й чемпіонат України | 7 | 3 | 0 | 7 з 10    | Gold   |
| 2006 | Полтава     | 75-й чемпіонат України | 2 | 0 | 4 | 4 з 6     | 1/4    |
| 2011 | Київ        | 80-й чемпіонат України | 2 | 3 | 6 | 5 з 11    | 7      |
| 2012 | Київ        | 81-й чемпіонат України | 3 | 0 | 8 | 7 з 11    | Bronze |
| 2013 | Київ        | 82-й чемпіонат України | 4 | 2 | 5 | 6½ з 11   | 5      |
| 2014 | Львів       | 83-й чемпіонат України | 3 | 2 | 6 | 6 з 11    | 6      |
| 2015 | Львів       | 84-й чемпіонат України | 2 | 1 | 8 | 6 з 11    | 6      |
| 2016 | Рівне       | 85-й чемпіонат України | 3 | 1 | 7 | 6½ з 11   | 4      |

## Статистика виступів у складі збірної України
За період 2007—2017 роки Олександр Арещенко зіграв за збірну України у 6-ти турнірах, зокрема: командний чемпіонат світу — 3 рази, командний чемпіонат Європи — 3 рази. Олександр бронзовий призер командних чемпіонатів світу 2011 та 2013 років. Також у його активі одна індивідуальна срібна нагорода. 

Загалом у складі збірної України Олександр Арещенко зіграв 40 партій, у яких набрав 19½ очок (+8=23-9), що становить 48,8 % від числа можливих очок.
| Рік  | Турнір           | Місто           | Збірна  | Шахівниця | Рейтинг | + | = | − | Результат | % очок | Турнірний рейтинг | Командне місце | Особисте місце |
| ---- | ---------------- | --------------- | ------- | --------- | ------- | - | - | - | --------- | ------ | ----------------- | -------------- | -------------- |
| 2007 | чемпіонат Європи | Іракліон        | Україна | резерв    | 2638    | 3 | 5 | 0 | 5½ з 8    | 68,8   | 2671              | 5              | Silver         |
| 2011 | чемпіонат світу  | Нінбо           | Україна | резерв    | 2682    | 1 | 1 | 2 | 1½ з 4    | 37,5   | 2494              | Bronze         | 6              |
| 2013 | чемпіонат світу  | Анталія         | Україна | резерв    | 2720    | 0 | 5 | 1 | 2½ з 6    | 41,7   | 2571              | Bronze         | 6              |
|      | чемпіонат Європи | Варшава         | Україна | 1         | 2720    | 2 | 3 | 3 | 3½ з 8    | 43,7   | 2643              | 9              | 21             |
| 2015 | чемпіонат Європи | Рейк'явік       | Україна | резерв    | 2682    | 2 | 3 | 2 | 3½ з 7    | 50,0   | 2569              | 5              | 17             |
| 2017 | чемпіонат світу  | Ханти-Мансійськ | Україна | 3         | 2648    | 0 | 6 | 1 | 3 з 7     | 42,9   | 2579              | 6              | 6              |